# McCaig’s Tower

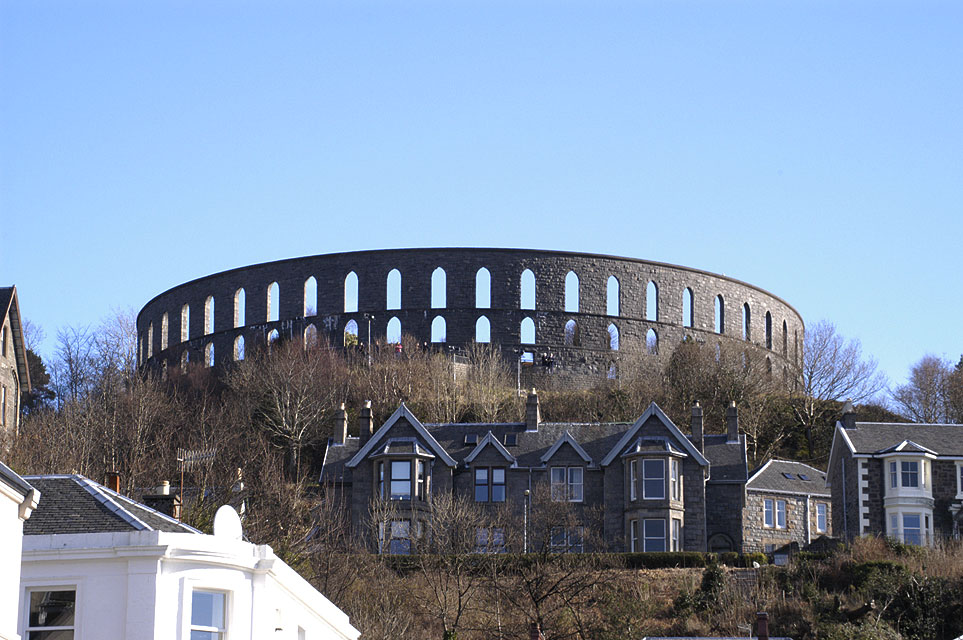
McCaig’s Tower (2006)

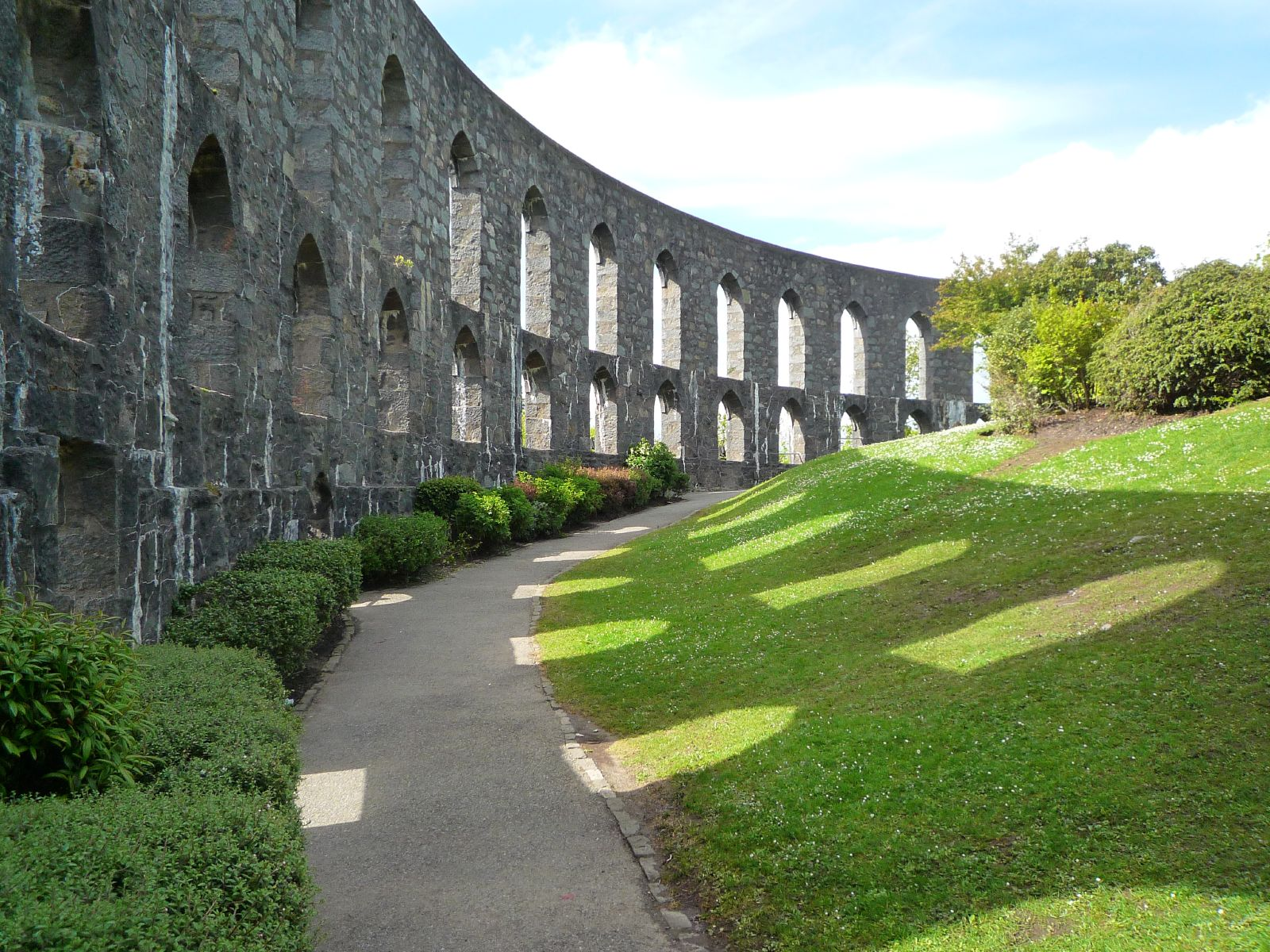
McCaig’s Tower (2009)

Der McCaig’s Tower ist eine Sehenswürdigkeit in der schottischen Kleinstadt Oban in der Council Area Argyll and Bute. Das Bauwerk ist als Denkmal der Kategorie B klassifiziert.
Es handelt sich um einen nicht fertiggestellten, dem Kolosseum von Rom nachempfundenen Zierbau mit einem Umfang von etwa 200 Metern. Der wohlhabende Bankier John Stuart McCaig gab 1895 im Alter von 72 Jahren den Bauauftrag. Der im Jahr 1897 begonnene Bau wurde mit dem Tod von McCaig im Jahr 1902 jedoch nicht weiter fortgeführt.